# 真岡町
真岡町（まおかちょう）は、日本の領有下において樺太に存在した町。
真岡という地名は、アイヌ語の「マオカ」（静かな場所）、「マ・オカ」（川口が入江になっている海岸）による。
現在はロシア連邦がサハリン州ホルムスクとして実効支配している。

## 概要
恵須取町と並ぶ樺太西海岸の中心都市であった。大規模な港湾施設が存在し、日本最北の不凍港とも呼ばれていた。暖流である対馬海流の影響により、比較的温暖な気候であった。
1919年に樺太工業による製紙工場ができたことから、樺太屈指の製紙業の街となった。工場は、市街地南部の93,000坪の敷地に建設され、必要な水資源は樺太庁が手井川ダムを建設し、貯水池から工業用水として取水した。これらの水は、民生用にも振り分けられたことから市民の生活環境も向上した。鉄道も、1919年に真岡駅-本斗駅間、1920年に真岡駅-野田駅間が開通し、パルプの原料材の輸送に寄与した。短期間にインフラが充実したこともあり、1921年5月、タバコの不始末から工場が全焼した際にも、すぐさま再建が始まり、翌年には生産が再開された。樺太産業は、1933年に王子製紙と合併したが、工場自体は終戦まで稼働が続いた。2000年代においても、市街地の郊外に工場の廃墟が現存している。

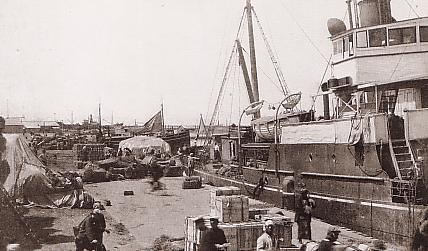
真岡港の様子

## ソビエト連邦による占領
1945年8月20日、ソ連軍が艦砲射撃を行って侵攻した時に、真岡郵便局電話交換手の女性12名のうち9名が自殺（自決）し、3名が生還した真岡郵便電信局事件でも有名である。北海道稚内市の稚内公園にある「九人の乙女の像」はこの事件の犠牲者九人を慰霊するものである。ソ連軍の真岡侵攻に際しては、隣接する真岡郡清水村瑞穂において瑞穂事件が起きた。
熊笹峠や宝台ループ線を舞台に日ソ両軍が激戦を交えた。
樺太からの引揚船は真岡港から出港し、北方領土を含むソ連占領地域の住民28万人余りがここから日本（内地）へ向かった。

## 歴史
- 1908年（明治41年） - 内務省告示により、真岡の読みを「まうか」から「まをか」に改称。
- 1915年（大正4年）6月26日 - 「樺太ノ郡町村編制ニ関スル件」（大正4年勅令第101号）の施行により行政区画として発足。真岡郡に所属し、真岡支庁が管轄。
- 1929年（昭和4年）7月1日 - 樺太町村制の施行により一級町村となる。
- 1943年（昭和18年）4月1日 - 「樺太ニ施行スル法律ノ特例ニ関スル件」（大正9年勅令第124号）が廃止され、内地編入。
- 1945年（昭和20年）8月22日 - ソビエト連邦により占拠される。
- 1949年（昭和24年）6月1日 - 国家行政組織法の施行のため法的に樺太庁が廃止。同日真岡町廃止。
- 1995年（平成7年）8月 - 「鎮魂」碑・日本人墓地跡地に真岡町関係者有志一同により建立[4]。

## 町内の地名
大まかな地理・地図については、研究論文「日本建築学会九州支部研究報告 第58号 2019年3月「大縮尺の都市地図を用いた戦前期樺太における真岡の変容の検討 / 正会員 辻原万規彦、同角哲」」（熊本県立大学 公式HP）も参照の事。
- 真岡
- 北真岡
- 浜真岡
- 宇遠泊（うえんどまり）
- 本泊（ほんどまり）
- 手井（てい）
- 荒貝（あらかい）

- 荒貝沢（あらかいざわ）
- 熊笹峠（くまざさとうげ）
- 粂子舞（くめこまい）
- 知志内（ちしない）
- 池の端（いけのはた）
- 宇遠泊沢（うえんどまりざわ）
- 知志内沢（ちしないざわ）

（）

## 出身有名人
- せんだみつお（タレント）
- 中村忠（空手家）
- 李恢成（作家、在日韓国人）
- 菊池浩吉（がん研究者、元札幌医科大学学長）

## 地域

### 観光
- 悲恋塚 - 高浜町の一角に建てられた、長崎県にて羅紗緬であった森高お光と共に北海へ向かったスクーナー船アリュート号の船長であるイ・ネーを追悼する石碑。水夫長であったテンビーによって建立された[7][8]。1936年（昭和11年）8月11日から25日にかけて開催された樺太庁始政三十回記念樺太拓殖共進会の演藝館ではこの話をもとに阿部悅郞によって書き下ろされたラジオドラマ「悲戀塚」が放送された[9][10]。（演出は山野井洋、出演は河合すみ子一座）

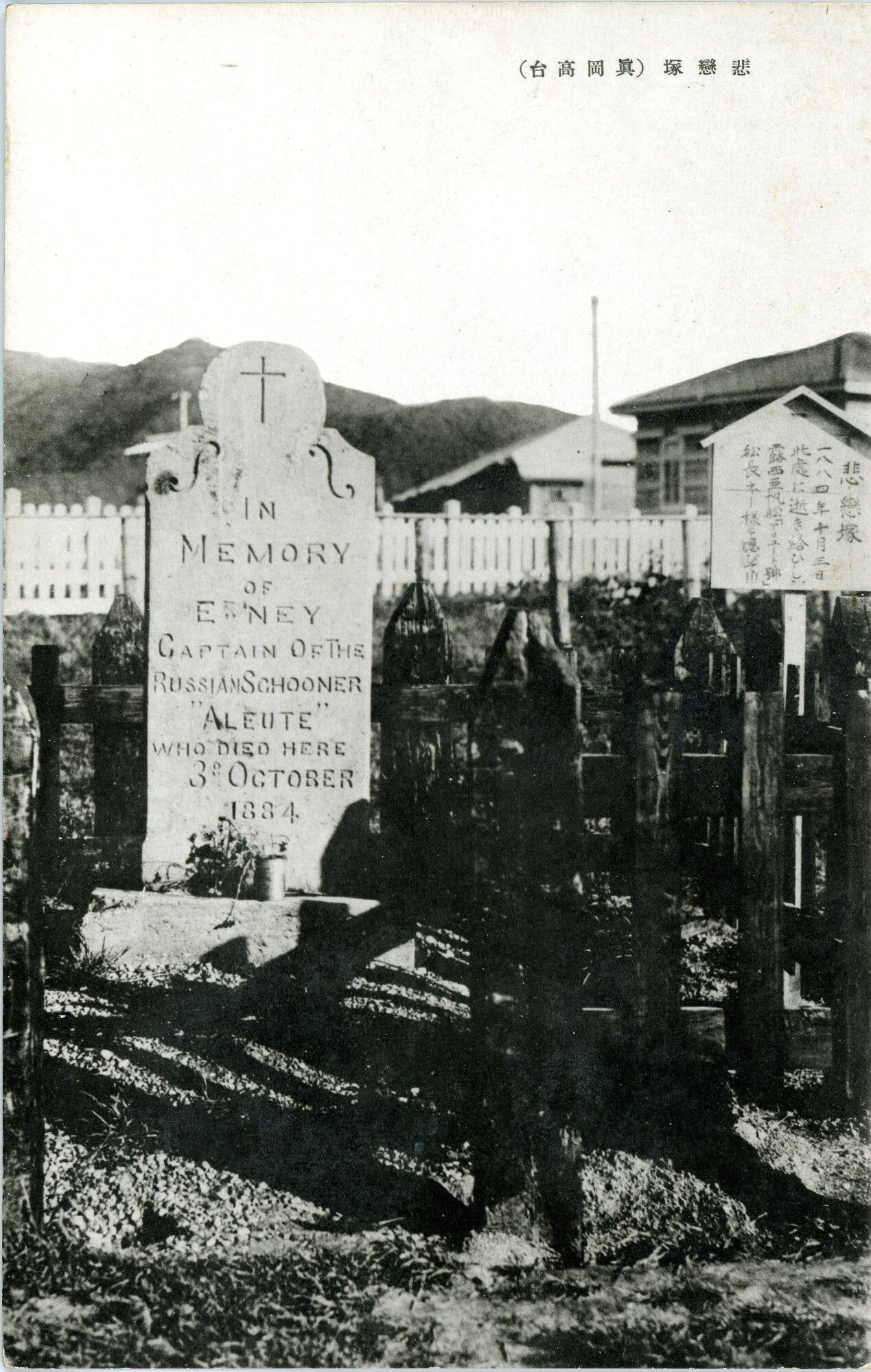
悲恋塚

### 教育
以下の学校一覧は1945年（昭和20年）4月1日現在のもの。

#### 国民学校
- 樺太公立真岡第一国民学校
- 樺太公立真岡第二国民学校
- 樺太公立真岡第三国民学校
- 樺太公立真岡第四国民学校

#### 中等学校
- 樺太庁真岡中学校
- 樺太庁真岡高等女学校
- 樺太公立真岡商業学校